# Northen

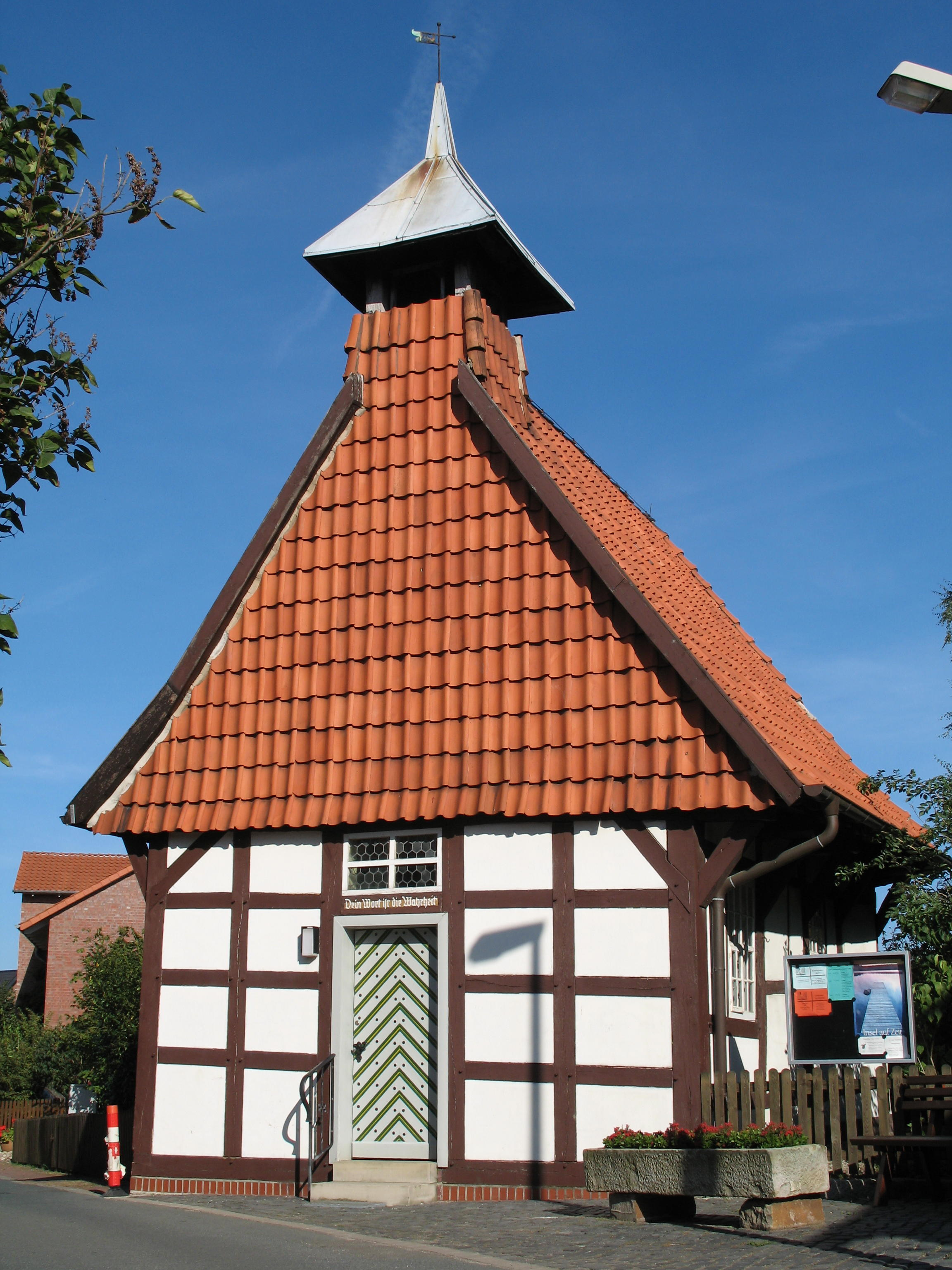
Die Kapelle in Northen

Northen ist ein Dorf und eine Ortschaft der Stadt Gehrden in der Region Hannover am Rande des Benther Berges in Niedersachsen.

## Geschichte
Erstmals urkundlich erwähnt wurde Northen um das Jahr 1260 in einem Register des Domkapitels Minden. Der Name des Ortes hat seinen Ursprung vermutlich in der Lage zu dem südlich gelegenen Ort Gehrden, zu dem schon in frühen Zeiten ein enger Kontakt bestand.
Am 1. August 1971 erfolgte der freiwillige Gemeindezusammenschluss zur Stadt Gehrden.

## Politik

### Ortsrat
Der Ortsrat von Northen setzt sich aus zwei Ratsfrauen und fünf Ratsherren folgender Parteien zusammen:
- SPD: vier Sitze
- CDU: drei Sitze

(Stand: Kommunalwahl 11. September 2016)

### Ortsbürgermeister
Der Ortsbürgermeister von Northen ist Friedhelm Meier (SPD). Sein Stellvertreter ist Karl-Ludwig Zuther (CDU).

### Wappen
Der Entwurf des Wappens von Northen stammt von dem in Gadenstedt geborenen und später in Hannover lebenden Heraldiker und Grafiker Alfred Brecht, der schon die Wappen von Bantorf, Barrigsen, Egestorf und vielen anderen Ortschaften im Landkreis Hannover entworfen hat. Die Genehmigung des Wappens wurde am 9. Juni 1971 durch den Regierungspräsidenten in Hannover erteilt.
| Wappen von Northen | Blasonierung: „Unter blauem Schildhaupt, darin ein schreitender, goldener Löwe, rotbewehrt, in Silber drei ineinander verschränkte, blaue Sensenblätter, die ein großes großes „N“ bilden.“ |
| Wappen von Northen | Wappenbegründung: Von den beiden Entwürfen, die dem Rat zum Beschluss seit 1962 vorlagen, die jeweils die jahrhundertelange Oberhoheit der Welfenherzöge symbolisieren, hat der Rat in der Sitzung am 16. April 1971 das vorstehend beschriebene Wappen erwählt. Damit hat Northen bis zum Übergang in die Stadt Gehrden in letzter Stunde die Chance genutzt und dem Ort als bleibendes Symbol für die Zukunft ein Wappen gegeben, das die Ortsfarben Blau und Weiß/Silber betont. Obwohl eine Vielzahl an heraldischen Löwen bereits vergeben ist, dürfte das Wappen wegen der charakteristisch zum „N“ verschränkten Sensenblätter einmalig sein. |

## Sehenswürdigkeiten
In Northen sind neun Baudenkmale anerkannt, darunter die Kapelle in Northen und der sogenannte Schwedenstein.